# Поле Бродмана 26
Поле Бродмана 26 — одна з визначених Корбініаном Бродманомцитоархітектонічних ділянок головного мозку.

## Поле Бродмана 26 у людини
У людини ця ділянка називається ектоспленальним полем 26. Цитоархітектонічно — це певна частина ретроспленальної ділянки в корі головного мозку. Являє собою вузьку смугу, розташовану в перешийку поясної звивини, прилеглу до смужкової звивини з середини. Вона обмежена зовні ретроспленальним поясним полем 29 (Бродман-1909).

## У мавп
У мавп Поле Бродмана 26 є структурним підрозділом кори головного мозку, визначених на основі цитоархітектоніки. Найменше з полів Бродмана в корі головного мозку мавпи, яке представляє менш диференційовану кору і за розмірами у мавп і людини менше, ніж у інших видів. Бродман розглядав його як топографічно і цитоархітектонічно гомологічну комбінації людини поля 26, поля 29 й поля 30 у людини (Бродман-1909). Відмітні особливості (Бродман-1905): тонка кора; чіткі, але вузькі клітинні шари.